# Bouchavesnes-Bergen
Bouchavesnes-Bergen ist eine französische Gemeinde mit 287 Einwohnern (Stand 1. Januar 2022) im Département Somme in der Region Hauts-de-France. Sie gehört zum Arrondissement Péronne und zum Kanton Péronne.
Die Gemeinde hieß bis 1920 lediglich Bouchavesnes. Im Ersten Weltkrieg völlig zerstört, wurde sie teilweise auf Kosten des norwegischen Unternehmers Haakon Wallem und der Stadt Bergen wiederaufgebaut. Aus Dankbarkeit ergänzte Bouchavesnes seinen Namen auf die heutige Form.

## Bevölkerungsentwicklung
| Jahr      | 1962 | 1968 | 1975 | 1982 | 1990 | 1999 | 2009 |
| Einwohner | 231  | 239  | 225  | 277  | 359  | 326  | 329  |